# Figure.09
«Figure.09» (en español, Figura.09) es una canción de la banda Linkin Park, perteneciente a su álbum Meteora. En ese disco ocupa la pista n.º 8.

## Canción
Es una de las canciones del disco que se encuentran unidas con otras, ya que esta canción está unida con Breaking the Habit. La canción fue tocada en el concierto del disco Live In Texas, solamente figurando en el DVD y no en el CD. Según el folleto del disco la canción contenía un estilo más de rap en el coro, sin embargo esta versión fue sufriendo algunos cambios y el rap fue eliminado casi que completamente sin embargo al final del proceso de grabación Brad, Mike, Chester, Y el productor Don Gilmore decidieron volver a incluir el rap ya que así encontraron la canción más interesante. El resto de la banda no escuchó la canción hasta que el resto del álbum fue completamente finalizado. Una versión que podría considerarse como demo de la canción se incluye en el EP Linkin Park Underground 9.0 que fue lanzado a finales del 2009. Líricamente habla de alguien que ha olvidado quien era y con el paso del tiempo lo recuerda, pero hay alguien que no olvida y que solo es mal hacia esa persona.

## Personal
- Chester Bennington - voz
- Mike Shinoda - rapping, sampler
- Brad Delson - guitarra
- Rob Bourdon - batería
- Joe Hahn - disk jockey, sampler
- Dave Farrell - bajo eléctrico

- Datos: Q28361977